# What Is This Thing Called? (album de Pilc)
Albums de Jean-Michel Pilc
Composing
(2014) Magic Circle
(2017)
What Is This Thing Called? est un album du pianiste de jazz français Jean-Michel Pilc paru le 16 novembre 2018 chez JMS/Pias. Il consiste en 31 variations autour du standard de Cole Porter What Is This Thing Called Love?.

## Enregistrement de l'album
Après avoir écouté l'album de Dan Tepfer autour des Variations Goldbeg (2011), il propose au pianiste franco-américain de s'occuper de la prise de son pour cet album,.
Conformément à son habitude, Jean-Michel Pilc n'avait rien prévu en entrant dans le studio de Yamaha, pour ne pas s'imposer de barrières. Depuis une dizaine d'années, chez lui puis sur scène, Pilc a pris l'habitude de faire des variations sur un standard de jazz, à la manière des grands compositeurs classiques (Bach, Beethoven, Mozart, Schubert, Rachmaninov…) : cette approche lui permet de varier les tempos, les tonalités ou les atmosphères. C'est également un exercice qu'il donne à ses élèves.
Il propose au producteur de Sunnyside Records de faire quelques variations sur What Is This Thing Called Love?, sans prévoir de consacrer un album à cet exercice. Ce morceau, d'apparence assez simple, est en réalité riche de possibilités : il oscille entre mineur et majeur, sonne à la fois triste et joyeux, imprévisible et naturel.
Durant les trois jours d'enregistrement, le pianiste joue des standards, du classique (Chopin, Mozart), du stride, des variations sur What Is This Thing Called Love?… En réécoutant les bandes, après l'enregistrement, Pilc décide de faire du standard de Cole Porter le fil conducteur de l'album. C'est à ce moment que Pilc leur a attribué un titre : ainsi Duke n'était pas conçu comme un hommage à Duke Ellington au moment où il l'a joué.

## Description de la musique
Le disque débute avec un « échauffement sur une gamme de do majeur ». On y entend du piano stride, dans une évocation de James P. Johnson. Pilc y montre sa technique, et sa capacité à développer un élément aussi simple qu'une gamme majeure.
Jean-Michel Pilc joue ensuite une version assez simple de What Is This Thing Called Love? (« Quelle est cette chose que l'on appelle l'amour ? »), avant de se lancer ensuite dans des variations, dont la plus courte dure 31 secondes. Il explore chaque facette du standard avec son style et ses outils : « abstraction, pointillisme, figuration, modernisme, post-modernisme », variations des tempos… Parfois, il devient difficile de discerner le morceau d'origine, comme sur Bells ou Time. Certaines des variations sont des pièces en soi, comme Prelude, tonitruant et dense comme du Rachmaninov.
L'album est truffé de citations et d'hommages : on trouve des fragments de Jitterbug Waltz de Fats Waller dans Cole et Duet, sur lequel le pianiste siffle ; Giant mélange le thème avec Giant Steps de John Coltrane ; Waves peut évoquer Chopin. Il rend hommage à Duke Ellington, à Martial Solal (de façon volontaire) et à Kenny Werner sur Grace. L'album se termine avec l'aérien Now You Know What Love Is (« maintenant vous savez ce qu'est l'amour »), qui fait office de résumé.

## Réception critique
La critique est globalement positive. Pour Frédéric Cardin (ICI Musique), « What Is This Thing Called? est, à première écoute, un brin déroutant, mais à force de l'écouter avec attention, on sent que s'y affirme une proposition originale et plutôt rafraichissante ». Sur blogdechoc.fr, on lit : « Chaque pièce est une aventure, une étude pour piano tant l’instrument y dévoile sa richesse : chatoiement des sons, audaces harmoniques, cascades d’arpèges et de notes perlées, netteté de l’attaque, phrasé fluide, Pilc excelle dans tous les registres et diversifie son jeu. […] L’émotion, palpable, ne peut que nous saisir ».
La presse anglophone est également enthousiaste : All About Jazz consacre deux articles à What Is This Thing Called?, que Budd Kopman décrit comme « un album très intime, qui nous invite à découvrir le monde sonore de Pilc, ses conceptions musicales et sa sensibilité. […] Pilc fait un immense cadeau à tous ceux qui souhaitent regarder (et écouter) un maître de l'improvisation à l'œuvre ». Thomas Conrad (JazzTimes) écrit cet album comme « une prouesse d'inventivité, produisant une remarquable variété de formes et d'émotions à partir d'un même matériau musical ». On lit sur birdistheworm.com : « impressionnant sans être démonstratif, concis sans être banal, Pilc va droit au but dans chaque pièce ».

## Liste des pistes
Toute la musique est improvisée par Jean-Michel Pilc, d'après Cole Porter.
| No  | Titre                           | Durée |
| --- | ------------------------------- | ----- |
| 1.  | C Scale Warm Up                 | 3:40  |
| 2.  | What Is This Thing Called Love? | 1:19  |
| 3.  | Cole                            | 4:00  |
| 4.  | Dawn                            | 4:23  |
| 5.  | Walk                            | 1:19  |
| 6.  | Run                             | 0:43  |
| 7.  | Glide                           | 0:50  |
| 8.  | Look                            | 1:36  |
| 9.  | Cross                           | 2:02  |
| 10. | Giant (Giant Steps)             | 1:15  |
| 11. | Time                            | 1:41  |
| 12. | Prelude                         | 5:21  |
| 13. | Duet                            | 1:05  |
| 14. | Vox                             | 1:39  |
| 15. | Waves                           | 2:05  |
| 16. | Martial (à Martial Solal)       | 1:39  |
| 17. | Duke (à Duke Ellington)         | 3:05  |
| 18. | Factor                          | 1:22  |
| 19. | More                            | 0:50  |
| 20. | Quick                           | 0:34  |
| 21. | Odd                             | 3:32  |
| 22. | Grace (à Kenny Werner)          | 3:37  |
| 23. | Float                           | 1:37  |
| 24. | High                            | 3:48  |
| 25. | Ode                             | 3:02  |
| 26. | Chimes                          | 0:30  |
| 27. | Dace                            | 0:38  |
| 28. | Elegy                           | 0:58  |
| 29. | Bells                           | 2:04  |
| 30. | Swing                           | 0:57  |
| 31. | Now You Know What Love Is       | 6:37  |